# ريهوا

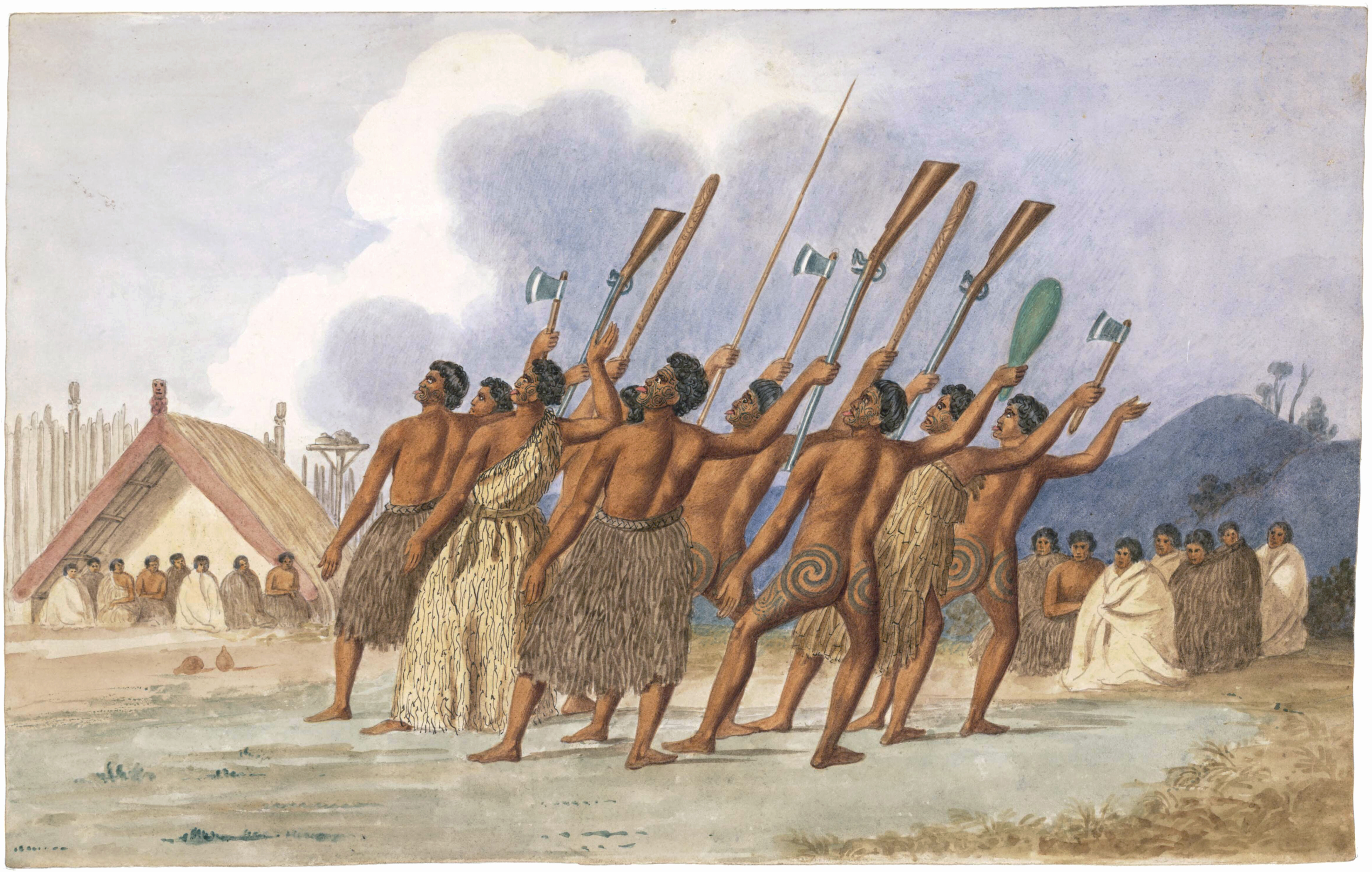
رقصة الحرب

```
في 
الأساطير الماورية
، 
ريهوا
 
Rehua
 هي شخصية مقدسة للغاية، تعيش في أعلى 
السماوات
 في بعض الإصدارات من تقاليد 
الماوري
. يقول آخرون أنه 
منكب الجوزاء
، أو 
سيريوس
. ولأنه يعيش في أعلى السماء، فإن ريهوا Rehua لم تمسه الوفاة، ولديه القدرة على علاج العمى وإنعاش الموتى وعلاج أي مرض (Orbell 1998: 119-120). إنه ابن 
رانجي وبابا
، وأب 
كيتانغاتا
، وكذلك جد 
ماوي
 (Tregear 1891: 381).
```

تتحدث أسطورة نغوي تاهو من الجزيرة الجنوبية عن ريهوا باعتباره الابن البكر لرانجي وبابا، اللذان تجسدا في البداية كبرق، لكنهما شكلا بشريًا عندما سافرا إلى السماء. في وقت لاحق، ذهب أخوه تان لزيارته، وكان ريهوا يحمل طيورًا في شعره، تتغذى على قمله. كان لريهوا عبيدا يطبخون ويعدون الطيور كوجبة لتاني، الذي أصيب بالصدمة ورفض أكلها لأن الطيور قد أكلت القمل من رأس ريهوا، الذي كان تابو للغاية (مقدس). لكن ريهوا أعطاه طيورا لينزل إلى هذا العالم، وأظهر له كيف يصطادها. أحضر تان معه أشجار الفاكهة التي تطعمها الطيور، وهكذا وجدت غابات وطيور على الأرض (Orbell 1998: 119).
في تاهيتي، كان ريهوا Rehua إله النجم، نجم العام الجديد، الذي أنتج التوائم فضلا عن الثريا، ويعتبر رب السنة.